# Darcyanthus spruceanus
Darcyanthus es un género monotípico de plantas en la familia de las Solanáceas. Su única especie: Darcyanthus spruceanus se distribuye por Bolivia y Perú.

## Descripción
Es  una planta herbácea erecta, muy ramificada, pegajosa, que alcanza una altura de 0,5 a 1,5 metros. La pubescencia de la planta se encuentra en los brotes jóvenes, hojas, tallos y cálices de flores con  tricomas multicelulares pubescentes, muchos de los cuales son glandulares. 
La hoja es ovoide, ovalada o alargada. Hay dos tamaños de hojas formadas: Los más pequeños son 2,8 a 3,9 × 1,5 a 2,4 cm de largo, las más grandes de 6 a 8 (raramente a 14) × 2,9 a 4,8 (raramente hasta 9,5) cm. Los pecíolos son de 0,5 a 0,8 cm de largo. Las inflorescencias  consisten en grupos de siete a diez flores. La corola es de color blanco con manchas de color púrpura o  amarillo, en forma de rueda. Los frutos son de forma esférica, ligeramente dentados que maduran erectos o colgantes, y tienen un diámetro de 4 a 5 mm. 

## Taxonomía
Darcyanthus spruceanus fue descrita por Armando Theodoro Hunziker y publicado en Boletín de la Sociedad Argentina de Botánica 35(3–4): 345, en el año 2000.
Sinonimia
- Physalis spruceana Hunz. basónimo[2]